# St. Elisabeth (Mönchengladbach)

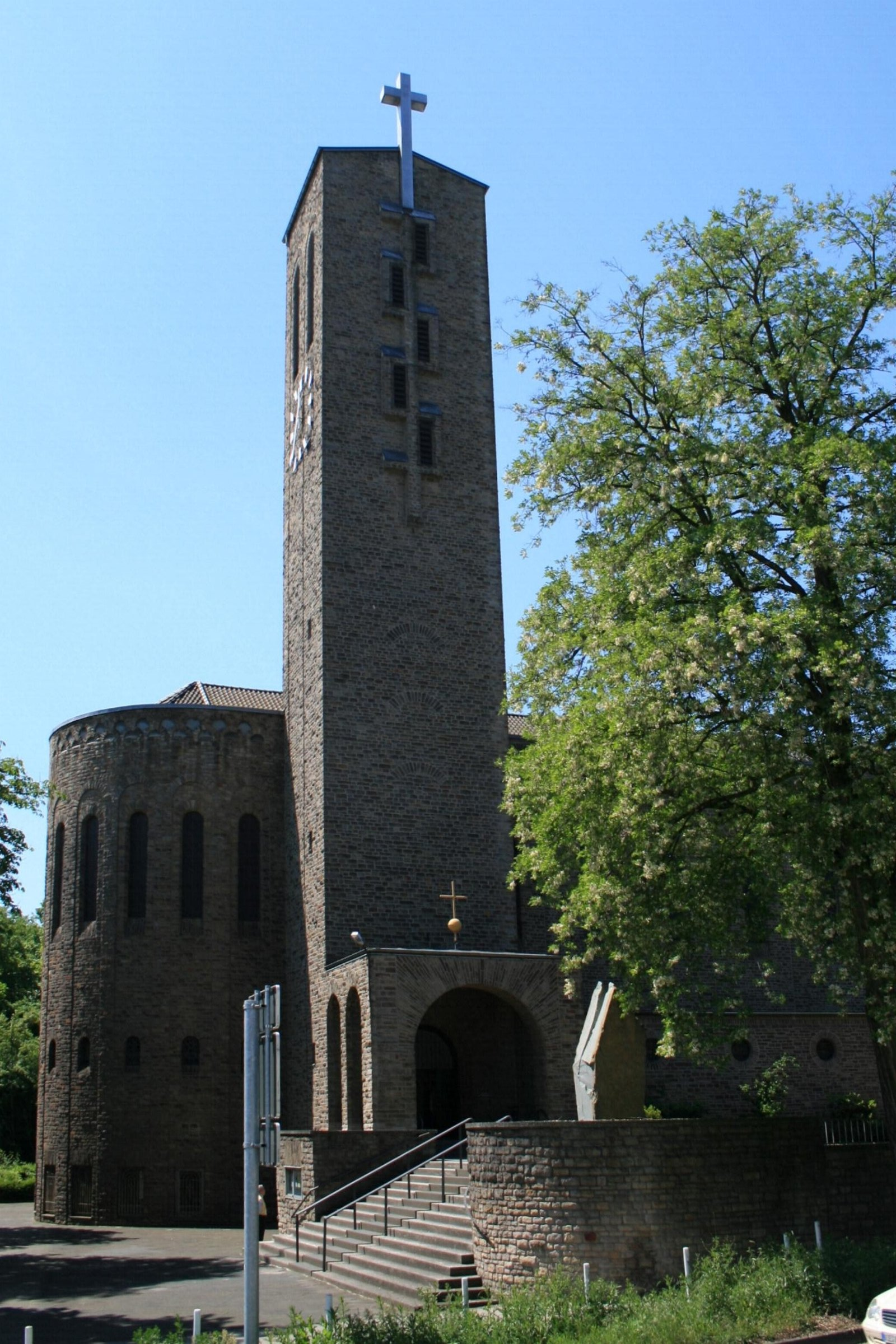
Grabeskirche St. Elisabeth (2010)

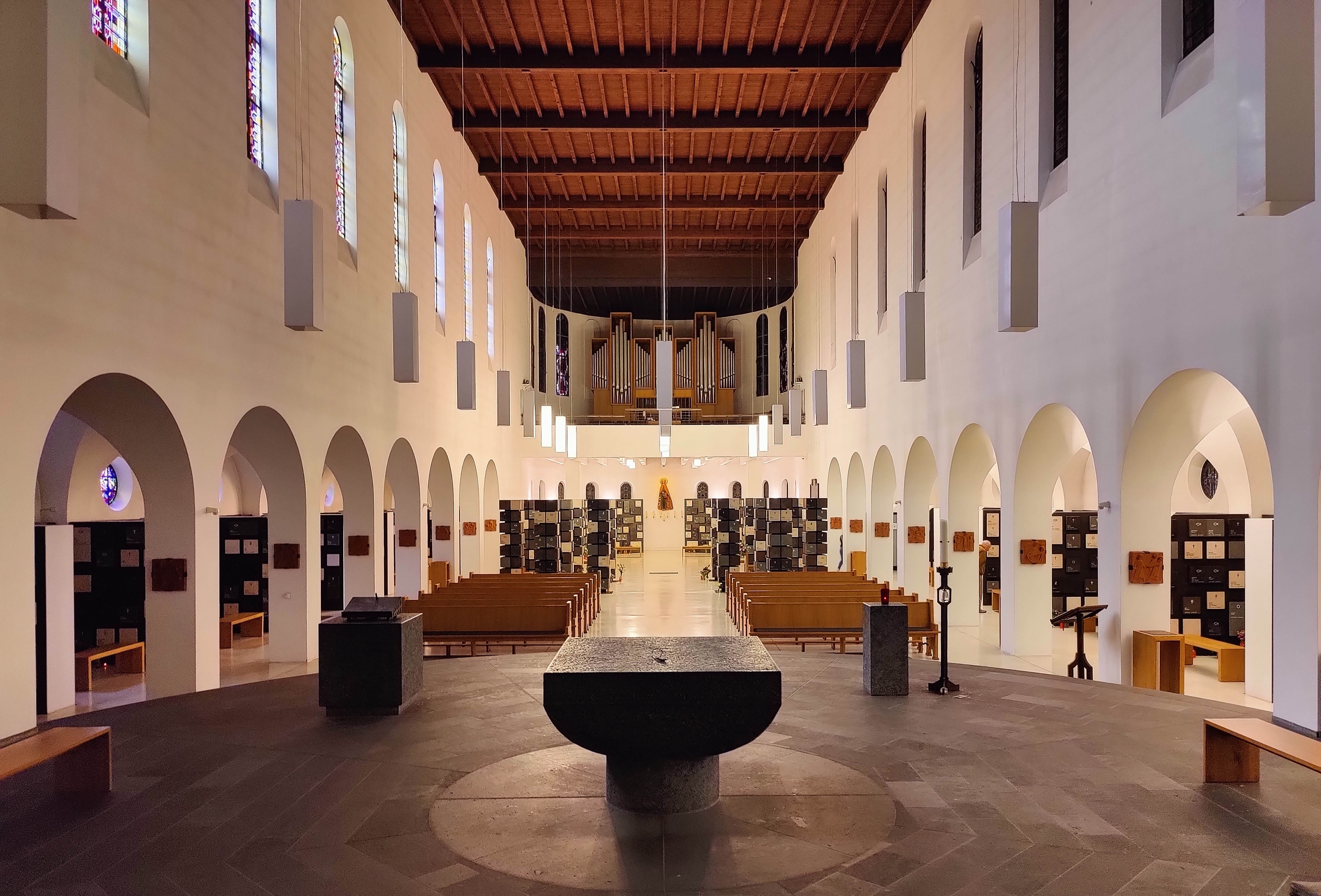
Innenraum mit Wilbrand-Orgel (2022)

Die Grabeskirche St. Elisabeth ist eine römisch-katholische ehemalige Pfarrkirche in Mönchengladbach, die seit 2009 als Urnenfriedhof genutzt wird. Asche von Verstorbenen wird hier in Grabstelen bzw. Grabkammern beigesetzt. Die Kirche ist die erste von bisher (Stand 2023) vier Grabkirchen in Mönchengladbach, neben St. Matthias in Günhoven, St. Josef in Rheydt und St. Kamillus.
Das Gebäude wurde unter Nr. H 058 am 17. August 1994 in die Denkmalliste der Stadt Mönchengladbach eingetragen.

## Baugeschichte und -beschreibung
Die Kirche liegt in Untereicken, unmittelbar nordwestlich der Einmündung der Bergstraße in die Hohenzollernstraße. Als in den 1930er Jahren in dieser Gegend ein neues Wohngebiet entstand, begannen die Planungen für eine neue Kirche. Der erste Spatenstich erfolgte am 26. Februar 1933 und die feierliche Grundsteinlegung am 14. Mai 1933, als eine Prozession, angeführt vom Kölner Weihbischof Dr. Josef Hammels, von St. Maria Rosenkranz zur Baustelle der neuen Kirche zog. Die Kirche wurde nach den Plänen des Düsseldorfer Architekten Hermann Schagen errichtet. Die Weihe konnte bereits am 29. April 1934 stattfinden.
Der Kirchenbau ist etwa West-Ost ausgerichtet und doppelchörig in basilikaler Grundrissanlage. Ein hohes Mittelschiff unter flachgeneigtem Walmdach wird beidseitig flankiert von je einem niedrigen Seitenschiff unter flachgeneigtem Pultdach. Im Westen befindet sich ein eingezogener Chor mit Apsis, der in die Sakristei bzw. das Pfarrhaus an der Nordseite überleitet. Im Ostchor ist die Orgelempore angebracht.
Nördlich des Ostchors steht ein seitlich angeschobener, quadratischer Turm mit Turmuhr; davor befindet sich das Hauptportal mit Rundbogen-Vorhalle. Der Turm ist mit einem flachgeneigten Satteldach gedeckt. Im Kirchturm, an dem ein Metallkreuz angebracht ist, befinden sich drei Glocken aus den Jahren 1940 und 1959. Der Turm ist wie der gesamte Kirchenbau äußerlich mit Ruhrkohlensandstein verkleidet.
Der Kirchenraum erhält sein Licht von Obergaden- und Rundfenstern, deren Buntglas von Allrath (1934), Maria Katzgrau (1948) und Ernst Jansen-Winkeln (1969) gestaltet wurde. Das Mittelschiff wird durch eine Holzflachdecke abgeschlossen, die Seitenschiffe durch Kreuzgratgewölbe. Durch die romanisierenden Bögen und die weißen Putzflächen wirkt das Innere beinahe klösterlich streng.
Am 14. Februar 1942 wurde die Kirche bei einem Bombenabwurf beschädigt, aber wiederhergestellt. Am 12. Juli 1953 wurde St. Elisabeth zur Pfarre erhoben. Nach einem Umbau durch den Architekten Adolf Esser-Holdefer wurde am 24. November 1985 ein neuer Altar geweiht. Seit der Umwidmung zur Grabeskirche 2009 gehört die Kirche zur katholischen Kirchengemeinde St. Vitus in Mönchengladbach-Mitte. Die erforderliche Umgestaltung wurde vom Architekturbüro Schrammen Architekten durchgeführt; 2010 erhielt dieses dafür die Auszeichnung guter Bauten des BDA (Bundes deutscher Architekten) Linker Niederrhein. Beim Umbau erhielt die Kirche u. a. einen weißen Terrazzo-Bodenbelag und von der Decke herabhängende quadratische Lichtstelen. Unter der östlichen Apsis wurde die Krypta neu gestaltet, die nun als zusätzlicher Bestattungsort dient. Die Urnengrabstätten befinden sich entweder in Stelen im Mittelschiff oder in Wandkonstruktionen im Ostchor, in den Seitenschiffen und in der Krypta.

## Orgel
Die erste Orgel der Kirche wurde 1937/1938 von Orgelbau Klais erbaut. Sie hatte 1946 Pfeifen auf drei Manualen und Pedal und einen Freipfeifenprospekt. Die Disposition lautete:
| I Hauptwerk C–g3 |            |       |
| 1.               | Quintadena | 16′   |
| 2.               | Prinzipal  | 8′    |
| 3.               | Spitzflöte | 8′    |
| 4.               | Oktave     | 4′    |
| 5.               | Quinte     | 2 ⁄3' |
| 6.               | Mixtur IV  |       |
| 7.               | Trompete   | 8′    |

| II Schwellwerk C–g4 |                   |    |
| 8.                  | Holzflöte         | 8′ |
| 9.                  | Salicional        | 8′ |
| 10.                 | Schwebung         | 8′ |
| 11.                 | Principal         | 4′ |
| 12.                 | Blockflöte        | 4′ |
| 13.                 | Waldflöte         | 2′ |
| 14.                 | Progressio III-IV |    |
| 15.                 | Schalmei          | 8′ |

| III Brustwerk C–g3 |               |        |  |
| 16.                | Rohrflöte     | 8′     |  |
| 17.                | Querflöte     | 4′     |  |
| 18.                | Prinzipal     | 2′     |  |
| 19.                | Nasard        | 1 ⁄3'  |  |
| 20.                | Terzflöte     | 1 3⁄5' |  |
| 22.                | Scharf III-IV |        |  |
| 23.                | Krummhorn     | 8′     |  |

| Pedal C–f1 |              |     |
| 24.        | Prinzipalbaß | 16′ |
| 25.        | Subbaß       | 16′ |
| 26.        | Zartbaß      | 16′ |
| 27.        | Octavbaß     | 8′  |
| 28.        | Gedacktbaß   | 8′  |
| 28.        | Choralbaß    | 4′  |
| 29.        | Posaune      | 16′ |
| 30.        | Baßtrompete  | 8′  |

- Traktur: elektrische Spiel- und Registertraktur
- Koppeln: keine Angaben, aber vermutlich Normal- und Superoktavkoppeln (daher der Ausbau des Schwellwerks bis g4)

Da bis Anfang der 1970er Jahre immer mehr Probleme mit dieser Orgel auftraten, entschied sich die Gemeinde für einen Orgelneubau durch Firma Wilbrand aus Übach-Palenberg (1977). 2005 wurde die Orgel durch den Firmennachfolger Heribert Coenen instand gesetzt. 1977 wurde zwar als drittes Manual noch eine Chororgel oder ein Rückpositiv geplant (angedachte Disposition: Holzgedackt 8′, Quintade 8′, Gemshorn 4′, Oktave 2′, Sifflöte 1 1⁄3′, Zimbel III, Krummhorn 8′, Tremulant), aber bis heute nicht ausgeführt, obwohl die Manualklaviatur bereits vorhanden ist. Wegen der Umwidmung zur Grabeskirche ist auch fraglich, ob ein Ausbau der Orgel jetzt noch erfolgt. So besteht die heutige Orgel nur aus zwei Manualwerken und Pedal und folgender Disposition:
| I Hauptwerk C–g3 |             |       |
| 1.               | Pommer      | 16′   |
| 2.               | Prinzipal   | 8′    |
| 3.               | Rohrflöte   | 8′    |
| 4.               | Oktave      | 4′    |
| 5.               | Koppelflöte | 4′    |
| 6.               | Quinte      | 2 ⁄3' |
| 7.               | Superoktave | 2′    |
| 8.               | Mixtur V    | 1 ⁄3' |
| 9.               | Trompete    | 8′    |
|                  | Tremulant   |       |

| II Schwellwerk C–g3 |                   |        |
| 10.                 | Holzflöte         | 8′ *   |
| 11.                 | Salicional        | 8′     |
| 12.                 | Prinzipal         | 4′     |
| 13.                 | Blockflöte        | 4′     |
| 14.                 | Quinte            | 2 ⁄3'  |
| 15.                 | Schwiegel         | 2′     |
| 16.                 | Terz              | 1 3⁄5′ |
| 17.                 | Scharff IV        | 1′     |
| 18.                 | Dulzian           | 16′    |
| 19.                 | Französische Oboe | 8′     |
|                     | Tremulant         |        |

| Pedal C–f1 |           |       |
| 20.        | Prinzipal | 16′ * |
| 21.        | Subbass   | 16′ * |
| 22.        | Oktave    | 8′    |
| 23.        | Flöte     | 8′ *  |
| 24.        | Oktave    | 4′    |
| 25.        | Mixtur V  | 2 ⁄3' |
| 26.        | Posaune   | 16′   |

* aus der Klais-Orgel übernommen

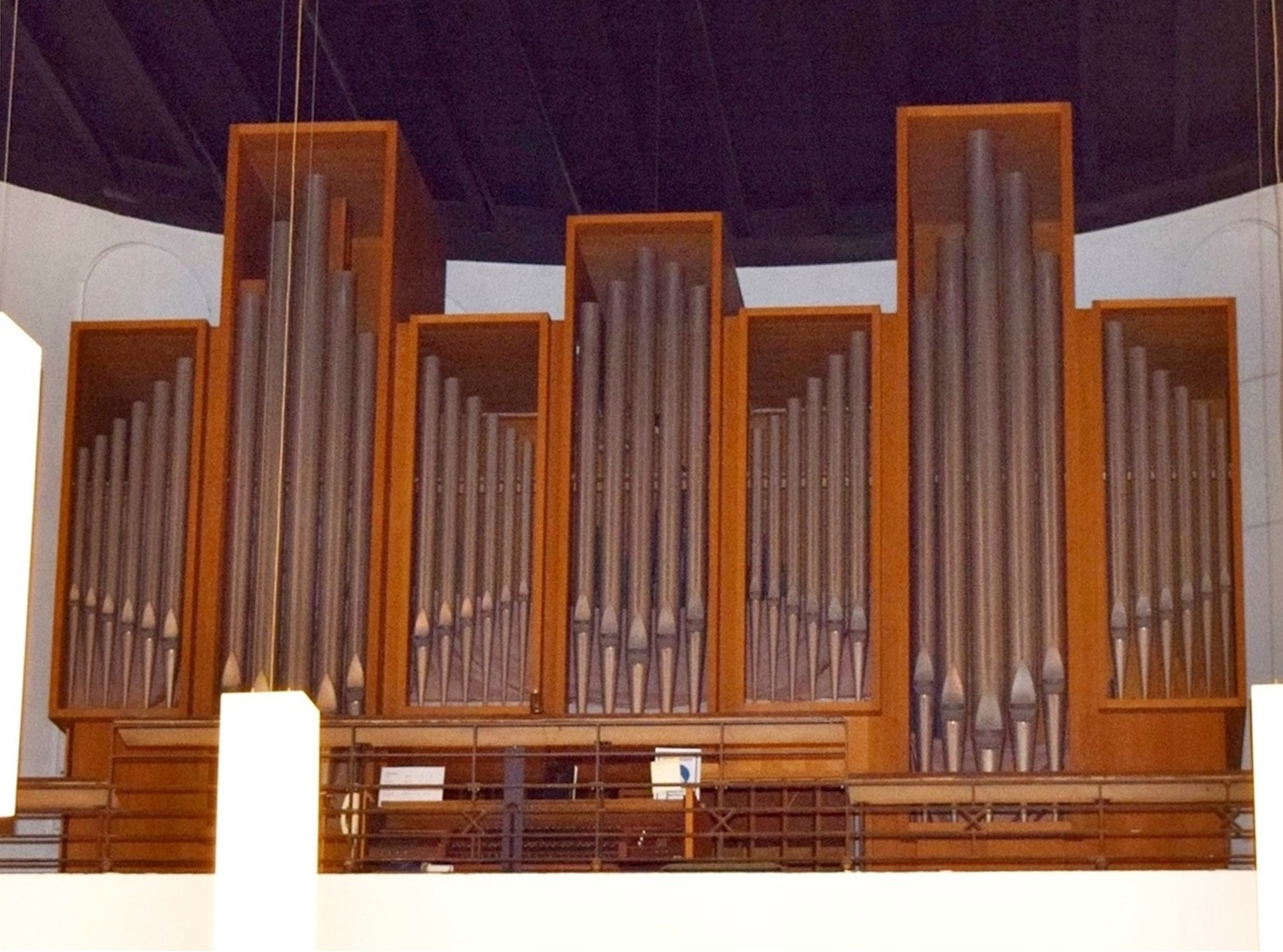
Prospekt der Wilbrand-Orgel

- Traktur: mechanische Spieltraktur, elektrische Registertraktur, Schleifladen
- Koppeln: II/I, I/P, II/P

## Bekannte Gräber
- Hans-Jörg Criens (1960–2019), deutscher Fußballspieler